# Десант на Пишмаш
Десант у завода «ПишМаш» — диверсионно-разведывательный десант Балтийского флота, высаженный 3 октября 1941 года под Ленинградом в годы Великой Отечественной войне.
Одно из малоизвестных сражений оборонительного этапа битвы за Ленинград. Высажен накануне запланированной Стрельнинско-Петергофской наступательной операции войск Ленинградского фронта, имел задачу вскрыть оборону противника и отвлечь на себя его силы. Десант отбыл из Гутуевского ковша Торгового порта Ленинграда на 14 катерах и 22 шестивесельных ялах. Состоял из усиленной роты в составе 225 человек из 6-й бригады морской пехоты Балтийского флота. На вооружении рота имела винтовки, гранаты и три ручных пулемёта.
3 октября 1941 года около 5 часов утра морские пехотинцы скрытно высадились на берег западнее завода «Пишмаш» (ныне — Ленинградский электромеханический завод). Рота перешла Петергофское шоссе и проникла на территорию совхоза «Пролетарский труд», где была обнаружена находившимися там подразделениями немцев и вступила в бой.
Ожесточенный бой доходил до рукопашных схваток. Моряки проявляли героизм, но противник имел явное превосходство в живой силе и технике. Десантники были вынуждены с боем прорываться к берегу Финского залива, где укрылись в камышах и кустарниках. Ночью катерами оттуда было вывезено около семидесяти человек, все остальные погибли.
Согласно донесению 38-го немецкого армейского корпуса, «…бой причинил нам большие потери».
Высадка десанта была организована в явной спешке и без подготовки. Артиллерийское и авиационное обеспечение высадившегося десанта не производились. Связь десанта с флотом и фронтом отсутствовала. Сама по себе идея высадки одной роты в полосе обороны немцев, густо насыщенной воинскими частями с большим количеством техники, является явно губительной. Кроме того, десант был высажен накануне запланированной наступательной операции в том же районе, где через два дня началась высадка Стрельнинского десанта, и привлекла внимание противника к этому месту.